# Abbazia di San Giovanni delle Vigne
L'abbazia di san Giovanni delle Vigne, in francese abbaye Saint-Jean-des-Vignes , è un'abbazia della città di Soissons, in Francia sulla collina di San Giovanni, nella periferia sud-ovest della città.
Fondata nel 1076 da Ugo il Grande rappresenta un grande esempio dell'architettura gotica.
Divenuta importantissima abbazia, con suo apogeo nel XVI secolo, venne via via smantellata fra il 1805 e il 1825. Oggi se ne conservano il Refettorio, la cantina, parti dei chiostri e la superba facciata a torri cuspidate.

Venne classificata come Monumento storico già nel 1875.

## Storia e descrizione

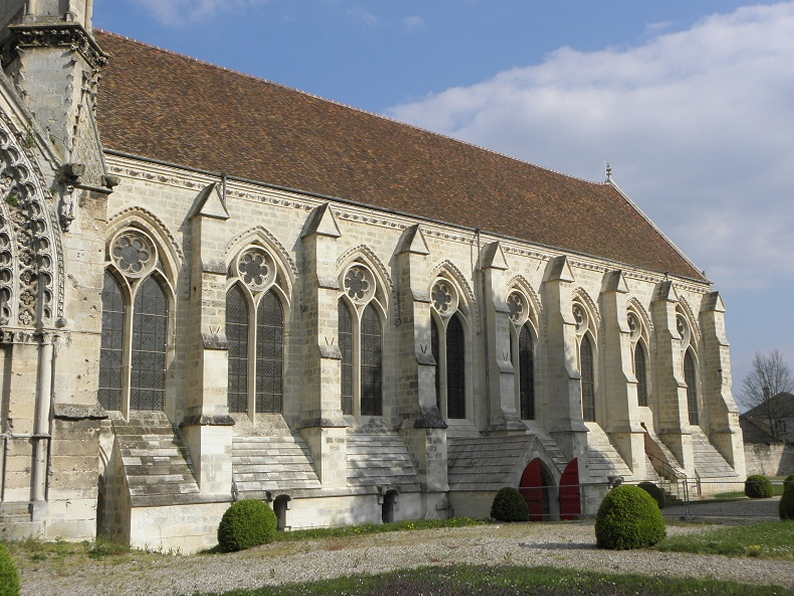
Il refettorio duecentesco.

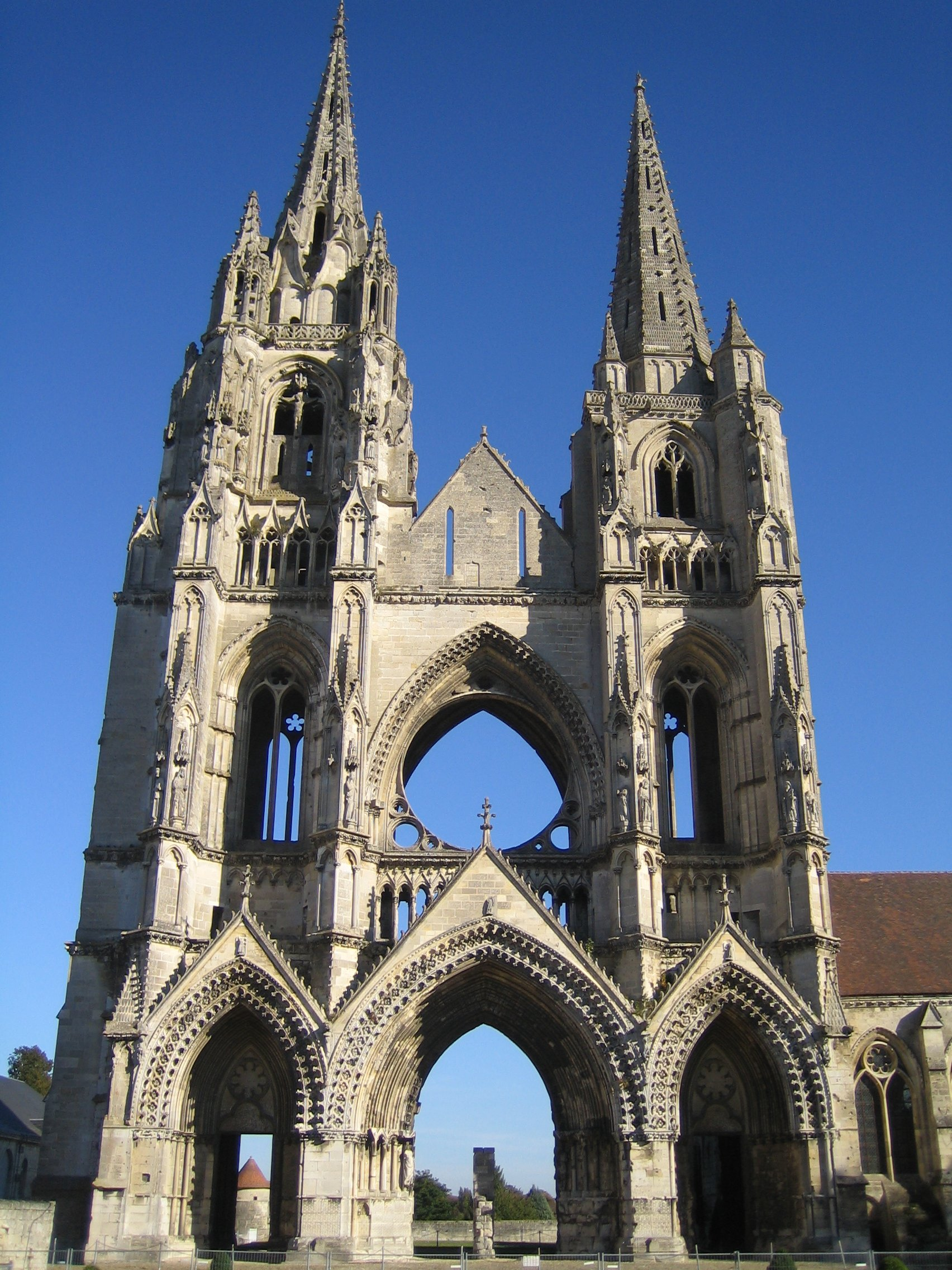
La facciata.

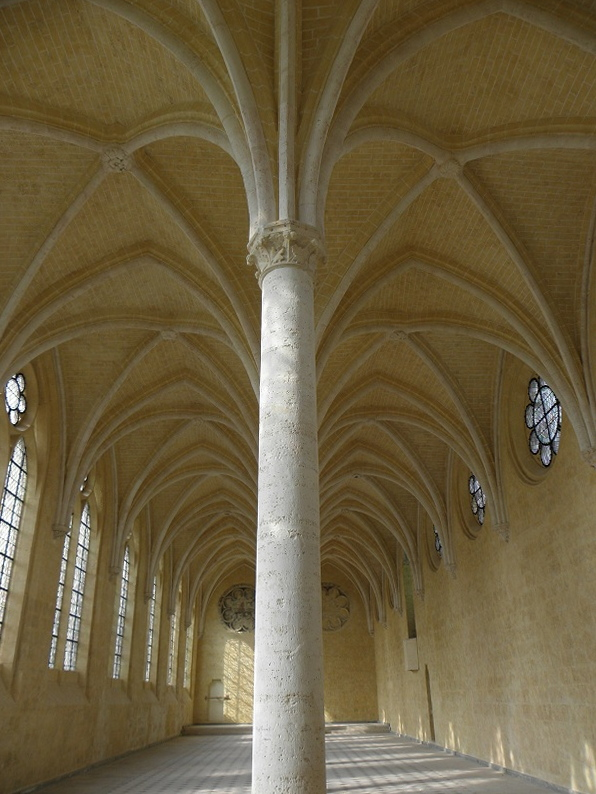
L'interno del refettorio.

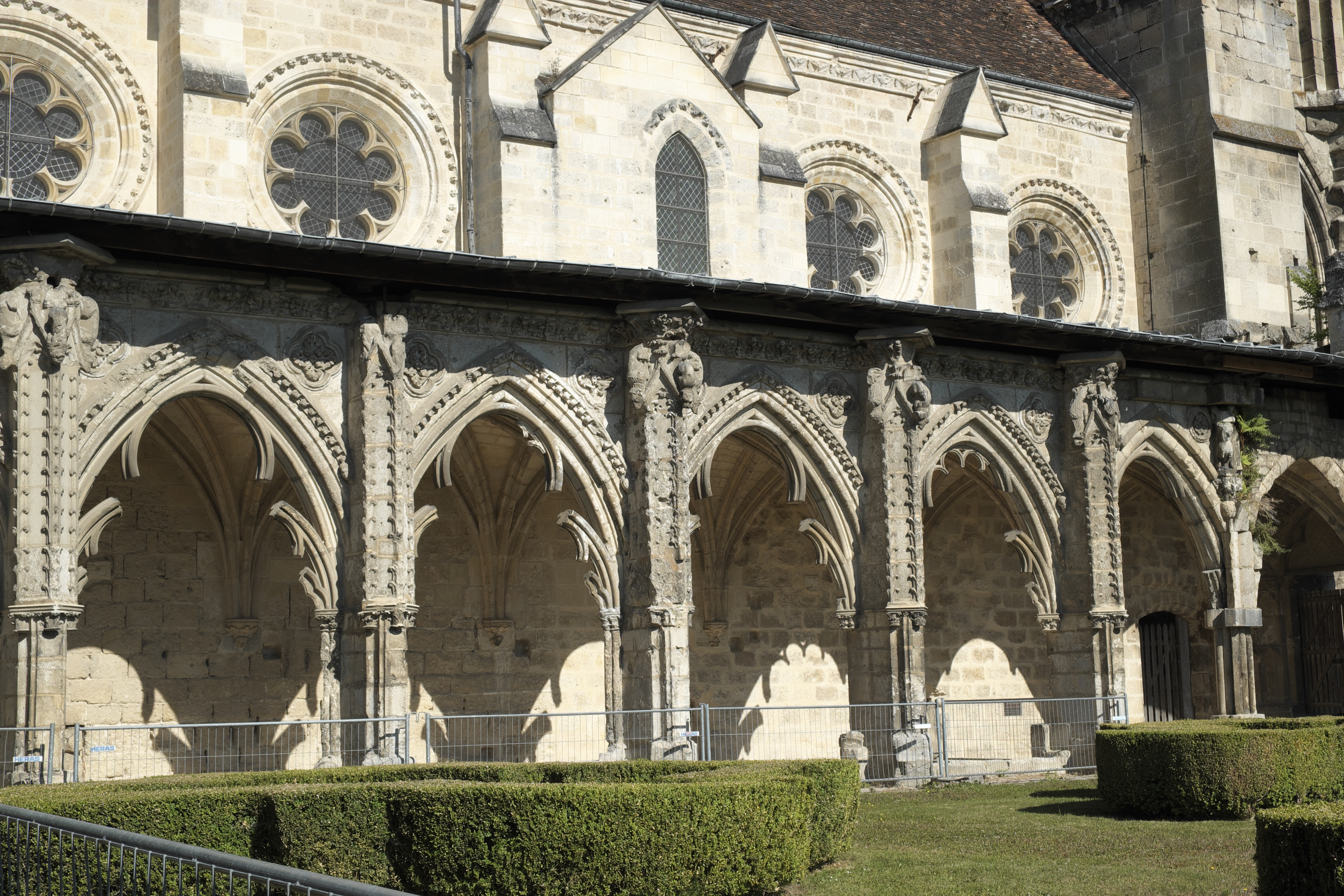
Il Chiostro Grande gotico.

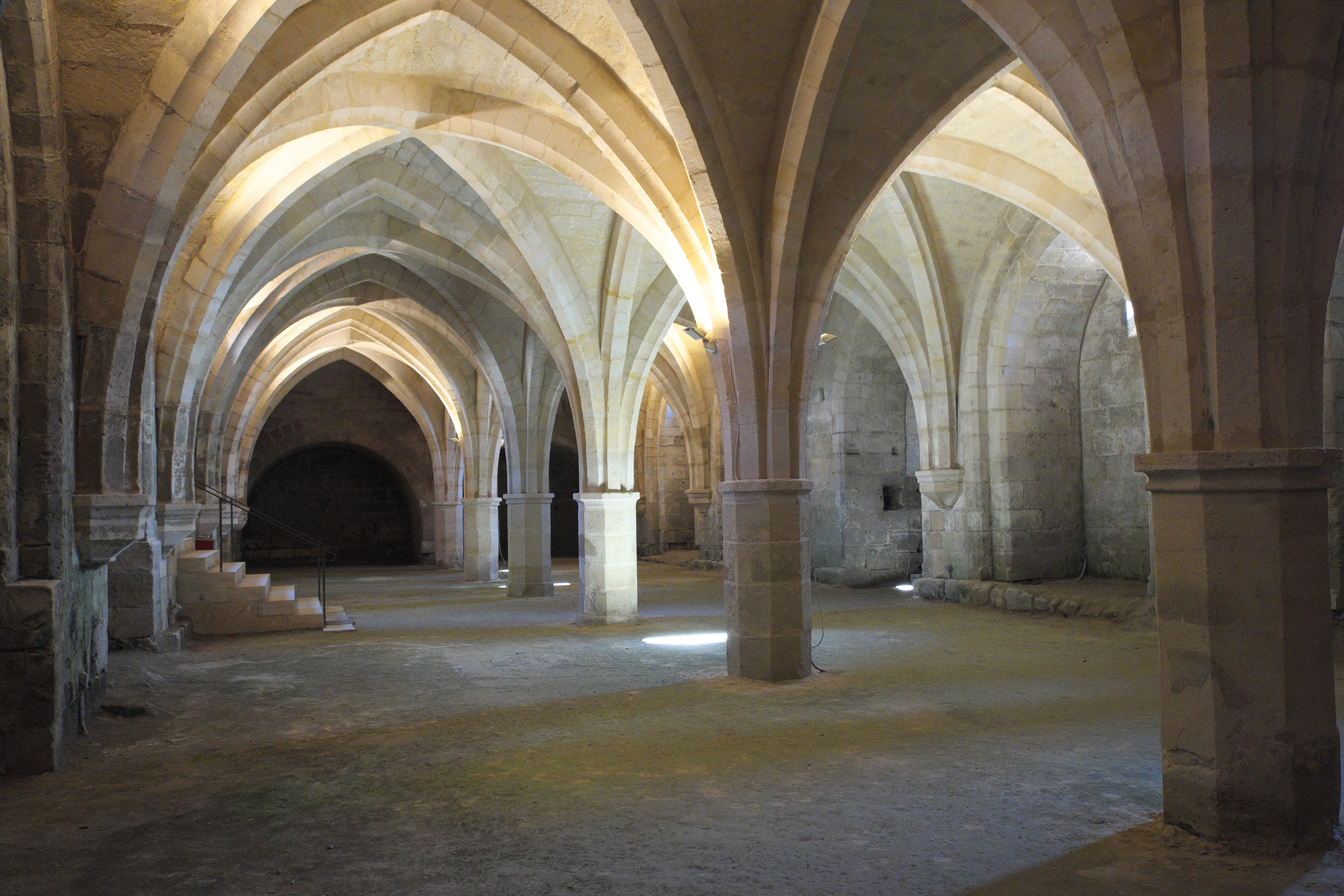
La cantina-magazzino duecentesco.

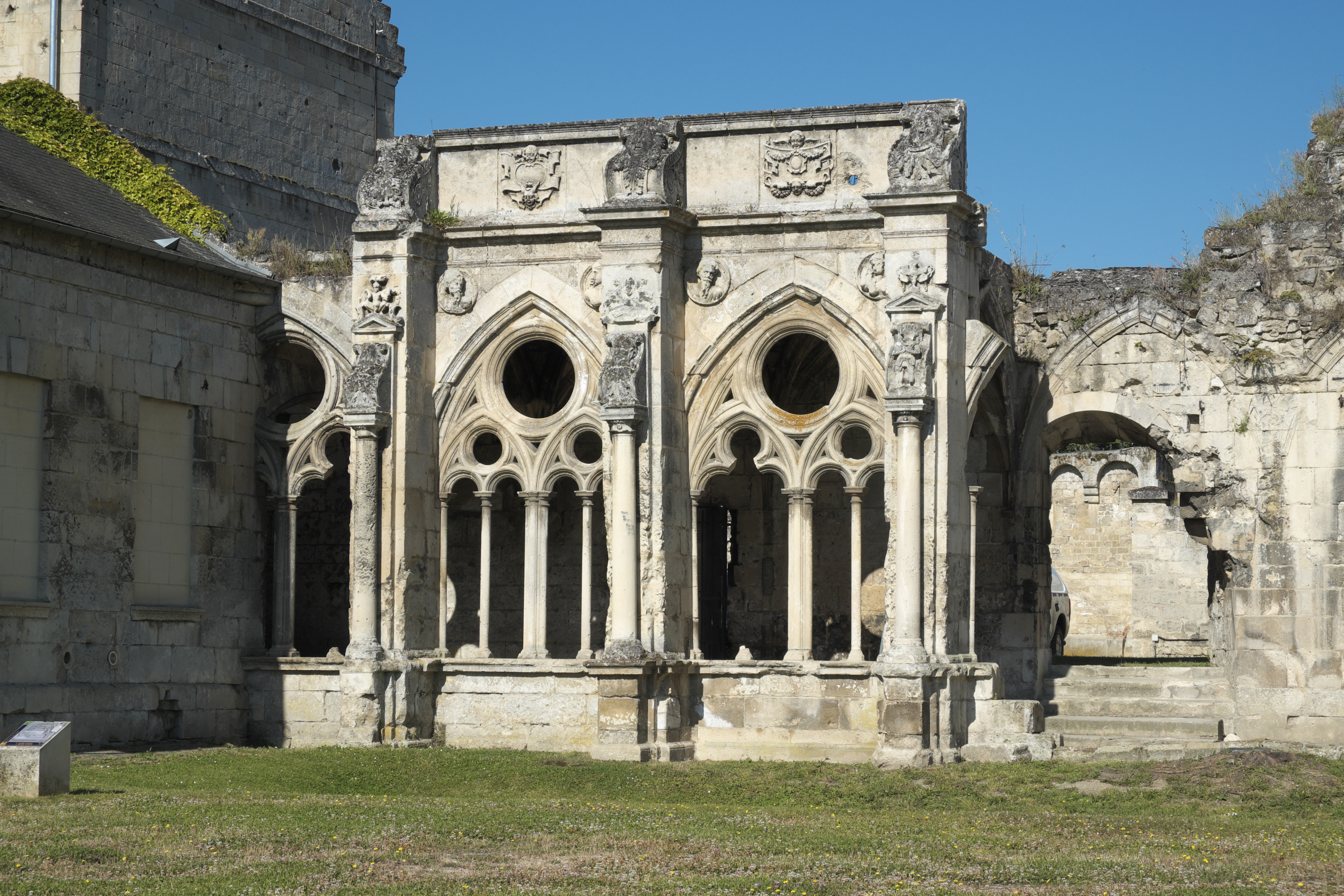
Il Chiostro Piccolo rinascimentale.

### Fondazione
Ugo il Grande, Marchese di Neustria demarcus, si era appropriato di diverse chiese delle quali ne beneficiava dei redditi.
Su richiesta di Thibault de Pierrefonds, vescovo di Soissons, fonderà un monastero fuori delle mura cittadine, dedicato a san Giovanni Battista. Già appartenente alla parrocchia di San Giacomo prese il nome di Saint Jean du Mont.
Ugo il grande e il vescovo, domandarono delle Lettere patenti al re Filippo I di Francia che le emanò nel 1076.
Nel 1084 Ugo il Grande acquisterà delle vigne limitrofe e altre terre della parrocchia di Charly che donerà all'abbazia.
Questa seconda fondazione fu confermata da Henri, 53º vescovo di Soissons e prese il nome di Saint-Jean des Vignes. Una comunità di monaci Giovanniti, seguaci della regola agostiniana, s'istallano all'abbazia.

### Costruzione, apogeo e declino
Sul luogo dell'abbazia, antico sito di un cimitero romano cristianizzato, sorsero diversi edifici. Dapprima la cappella di Saint-Jean du Mont (San Giovanni al monte), in seguito, nell'XI secolo, una chiesa romanica le cui fondamenta sono state in parte ritrovate durante gli scavi del 1951.
Nel 1117 nell'abbazia vivevano 90 monaci Giovanniti che seguivano la regola agostiniana, inoltre vi erano una trentina di frati conversi e, all'inizio, qualche suora-sarta.
Questi monaci erano soprattutto dediti alla medicina e cura attraverso l'uso di piante officinali, ampiamente raffigurate nelle decorazioni floreali degli edifici.
Durante il XIII e il XIV secolo all'abbazia arrivarono molte donazioni, da parte di re e signori; tanto che nella prima metà del '200, l'abate Raoul de Chézy decise di ristrutturare l'abbazia secondo lo stile gotico allora in auge. Cosi fra il 1215 e il 1230 il refettorio, le cucine e la cantina-magazzino, vennero ricostruiti. Soprattutto s'intraprese la ricostruzione della chiesa, con un ambizioso progetto che prevedeva un edificio lungo 83 metri, diviso in tre navate su sette campate e coperto da volte ogivali.
I portali della facciata e le navate furono terminati nel XIV secolo, quando si pose mano anche al chiostro grande.
Durante la Guerra dei Cent'anni il cantiere fu volto soprattutto alla costruzione della cinta muraria verso il 1375, e nel 1414 vi si installa il quartier generale del re Carlo VI di Francia. Gli Armagnacchi assediano e saccheggiano la città.
Alla fine della guerra la chiesa è infine terminata e Jean Milet, vescovo di Soissons, la consacra nel 1478 dedicando alla Vergine e ai Santi Giovanni Battista e Giovanni Evangelista.
Nel XVI secolo l'abbazia tocca il suo apice quando, accogliendo circa 150 monaci, aveva alle sue dipendenze una trentina di fattorie e una quarantina di parrocchie. Divenne la più vasta e importante di Soissons, che contava in tutto sette monasteri, tanto che s'intraprese la realizzazione di un secondo chiostro, più piccolo, in stile rinascimentale. 
L'abbazia, circondata da mura e fossato, vide l'elevazione delle due torri della facciata. La grande, alta 80 metri, venne costruita fra il 1488 e il 1495; la minore, alta 75 metri fu elevata tra il 1516 e il 1519.
Dal 13 al 16 settembre 1544 risiedette nell'abbazia l'imperatore Carlo V durante la redazione del Trattato di Crépy.
Enrico II di Francia decise di rinforzare il sistema difensivo di Soissons. Ma la collina di San Giovanni, con la sua abbazia, fu giudicato un punto strategico troppo pericoloso dagli ingegneri militari e ne proposero l'abbattimento. I cittadini protestarono violentemente e il vescovo Mathieu de Longuejoue, vicino al re, riuscì a salvare il complesso, che venne incluso nelle mura cittadine anche se costò l'amputazione di parti dei vigneti.
Se fino a quest'epoca gli Abati era nominati da religiosi e detti Abati regolari, dal 1566 furono dei grandi signori imposti dal re e detti Abati commendatari. Nel 1567 gli Ugonotti comandati dal principe Luigi I di Borbone-Condé, fratello dell'abate Carlo di Borbone-Vendôme, prendono la città di Soissons e saccheggiano furiosamente l'abbazia e i suoi ricchi tesori e archivi, tanto che la chiesa fu destinata a scuderia.

### La Rivoluzione
Nel 1789 venne occupata militarmente durante la Rivoluzione francese. I 72 monaci, che avevano anche ospitato assemblee del terzo Stato, furono cacciati e l'abate massacrato nel 1792. Inoltre tutto il mobilio venne venduto e l'argenteria fusa e inviata alla Monnaie de Paris.
L'abbazia, divenuta panificio militare, scappa alle devastazioni, ma la mancanza di manutenzione riduce gli edifici in grave stato di conservazione.

### Distruzione dell'Abbazia
Gli alti costi di restauro fece, nel 1805, prendere la decisione, fortemente contrastata dalla popolazione, di abbattere gli edifici e venderne i materiali.
Nel 1807 tutte le vetrate e la ferramenta vennero venduti e numerose case di Soissons vennero costruite con le pietre dell'abbazia.
Tuttavia come i materiali non trovavano un buon mercato, la distruzione fu arrestata verso il 1825, ma parte dei chiostri e tutta la chiesa, salvo la mirabile facciata a torri, disparirono.
Nel 1875 il complesso viene classificato come Monumento storico e il Comune di Soissons recupera la totalità della proprietà nel 1970. Il sito venne iniziato a essere restaurato e destinato alla Storia, Ricerca e Archeologia, come lo ancor oggi.